# The Loss of the Birkenhead
The Loss of the Birkenhead è un film muto del 1914 diretto da Maurice Elvey.

## Produzione
Il film fu prodotto dalla British & Colonial Kinematograph Company.

## Distribuzione
Distribuito dalla Ruffells, uscì nelle sale cinematografiche USA nel luglio 1914.